# Franziska Dassow
Franziska Dassow (um 1870 in Binz auf Rügen – nach 1902) war eine deutsche Theaterschauspielerin.

## Leben
Sie erhielt ihre Ausbildung von Rosa Braunschweig und versuchte sich sofort nach Beendigung ihrer Studien zum ersten Mal am Lübecker Stadttheater (1890 bis 1892). Dann war sie Mitglied des Stadttheaters in Straßburg, und von hier aus gastierte sie im April 1893 am Königl. Landestheater in Prag, woraufhin sie dort bis 1897 engagiert wurde. Danach ging sie ans Goethe-Theater in Berlin. 1900 nahm sie Engagement am Berliner Theater.
Ihr weiterer Lebensweg ist unbekannt.